# A két fivér története

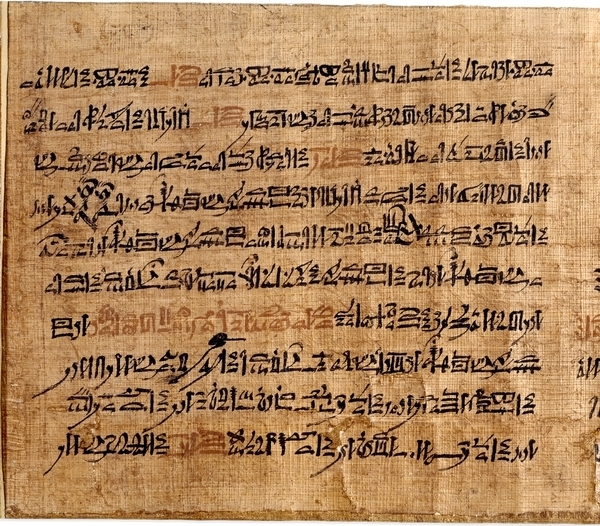
A két fivér története a D'Orbiney papiruszon a British Museumban.

A két fivér története ókori egyiptomi elbeszélés az újbirodalom idejéből. II. Széthi uralkodása alatt keletkezett, i. e. 1185 körül. A D'Orbiney papiruszon maradt fenn, amely a British Museum gyűjteményében található. A British Museum 1857-ben vásárolta meg Madame d'Orbineytől.
A papirusz 19 oldalból áll, méretük nagyjából 25×20 cm és 32×20 cm közti, kivéve a 8. oldalt, ami 47×20 cm. A szöveg a hieratikus írással írt papiruszok közt az egyik legjobban olvasható, de gyakoriak benne a helyesírási hibák, a szükségtelen írásjelek és determinatívumok használata, illetve a szükségesek kifelejtése és egyéb elírások. Gyakoriak a ligatúrák.

## A történet
A címszereplő két testvér Anpu (az Anubisz név eredeti formája) és öccse, Bata, akik gazdálkodásból élnek. Anpu már házasember. A felesége egy nap megpróbálja elcsábítani Batát, aki visszautasítja. Az asszony ezután azt hazudja férjének, hogy Bata megpróbálta elcsábítani. Anpu megpróbálja megölni Batát, aki elmenekül és Ré-Harahtihoz imádkozik, hogy segítsen rajta. Az isten egy krokodilokkal teli folyót teremt Bata és üldözője közé. Bata elmondja Anpunak, mi történt igazából, és hogy őszinteségét bizonyítsa, levágja nemiszervét és a folyóba dobja. Ezután elmondja, hogy a Cédrusok völgyébe megy, ahol szívét egy cédrusfa tetején nyíló virágba helyezi; ha ezt a fát levágják, és Anpu megtalálja, életre tudja kelteni Batát. Azt is elmondja, hogy ha Anpu kap egy korsó sört, ami habzik, akkor tudja majd, hogy itt az ideje megkeresni öccsét.
Anpu hazamegy és megöli a feleségét. Bata letelepedik a Cédrusok völgyében. Találkozik az Enneáddal, akik megsajnálják, és Hnum feleséget teremt neki. Mivel isteni teremtmény, Bata felesége a fáraónak is kell, aki magához hívatja. Az asszony azt mondja neki, hogy vágja le a fát, amibe Bata a szívét helyezte. A fáraó megteszi, és Bata meghal.
Anpu ekkor kap egy korsó habzó sört, és elindul a Cédrusok völgyébe. Három évig keresi öccse szívét, a negyedik évben megtalálja, és Bata utasításai alapján egy tál hideg vízbe teszi. Bata életre kel bika formájában, és elindul megkeresni a feleségét és a fáraót. Az asszony felismeri, és azt kéri a fáraótól, áldozza fel a bikát, hogy megehesse a máját. Ez meg is történik, de Bata két csepp vére a földre hull, és két perszeafa nő belőle. Bata felesége megkéri a fáraót, hogy vágassa ki a fákat, hogy bútort készítsenek belőlük. A fáraó kivágatja, de egy szálka az asszony szájába hullik, ő pedig teherbe esik tőle. Végül fia születik, az újjászületett Bata, aki a fáraó halála után örökli a trónt és fivérét nevezi ki trónörökösnek, majd békében uralkodnak.

## Témák
A történetben számos téma megjelenik, ami jelentős az egyiptomi kultúrában. A történet második fele az egyiptomiaknak a királyságról alkotott elképzelésével foglalkozik, a fáraó és az istenek kapcsolatával. Az, hogy Bata felesége végül megszüli az újjászületett Batát, a nőknek a királyság öröklésében betöltött szerepére utal: feleség és anya. Az asszony isteni származása egyben legitimálja Bata trónutódlását, ahogy Batának az Enneáddal való kapcsolata is: az istenek kitüntették kegyükkel.
Elképzelhető, hogy a történet valódi történelmi eseményekre utal; konkrétan a Merenptah fáraó halála utáni trónutódlási viszályra. II. Széthi, a kijelölt örökös helyett Amenmessze foglalta el a trónt, és pár évig uralkodott is Felső-Egyiptomban, végül azonban Széthi legyőzte és hat éven át uralkodott.

## Külső hivatkozások
- A teljes papirusz
- British Museum webpage on The Tale of Two Brothers Archiválva 2012. augusztus 1-ji dátummal az Archive.is-en
- Anpu and Bata, a Tale of Two Brothers